# 푸다우엘
푸다우엘(스페인어: Pudahuel)은 칠레 산티아고 수도주 산티아고 현의 코무나이다.